# Somn negru
Somnul negru sau somnul pitic negru (Ameiurus melas) este un pește teleostean răpitor din familia ictaluride, originar din America de Nord, atingând 40 cm, care s-a răspândit împreună cu somnul pitic în Europa, unde a devenit extrem de nepopular din cauza impactului asupra speciilor autohtone de pești. Este un pește răpitor de temut, consumând insecte, crustacee, broaște, plante, icre de pește și pești mici.
Somn pitic negru a fost semnalat pentru prima oară în România în 1997  de pescarii sportivi din Valea Ierului. Ulterior, s-a constatat prezența acestei specii și în râul Barcău. Somnul pitic negru a fost importat în heleșteiele din Ungaria în anul 1980 din Italia, apoi  în 1997 a fost semnalat apariția speciei în partea ungară a Crișului. Probabil de aici specia s-a răspândit pe cale naturală și în apele din România  . Ca atare este probabilă prezența speciei și în cele trei Crișuri. În anul 2005 au fost pescuite în Dunăre la km. 929 câte un exemplar de somn pitic negru.